# Harrods
Harrods est un grand magasin de luxe, situé sur Brompton Road dans le quartier de Knightsbridge, à Londres.  
La société a été membre de l'Association Internationale des Grands Magasins de 1928 à 1935.
Harrods est également un grand magasin établi en 1914 en Argentine à Buenos Aires, situé sur la Calle Florida, unique branche étrangère de Harrods Londres. Il a été fermé en 1998 pendant la crise économique d'Argentine.

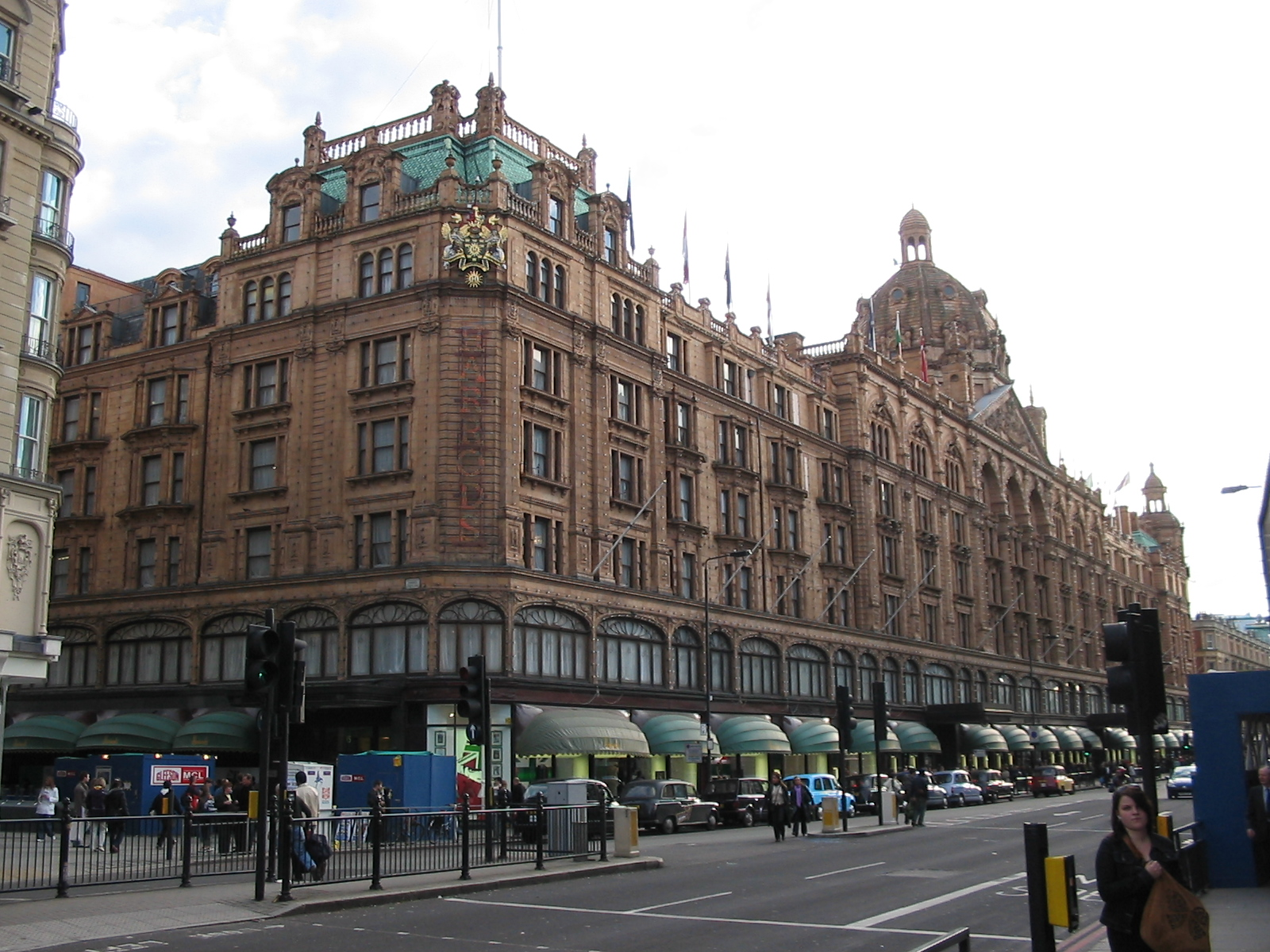
Le magasin Harrods de Londres en 2004

## Harrods de Londres:Harrods of Knightsbridge

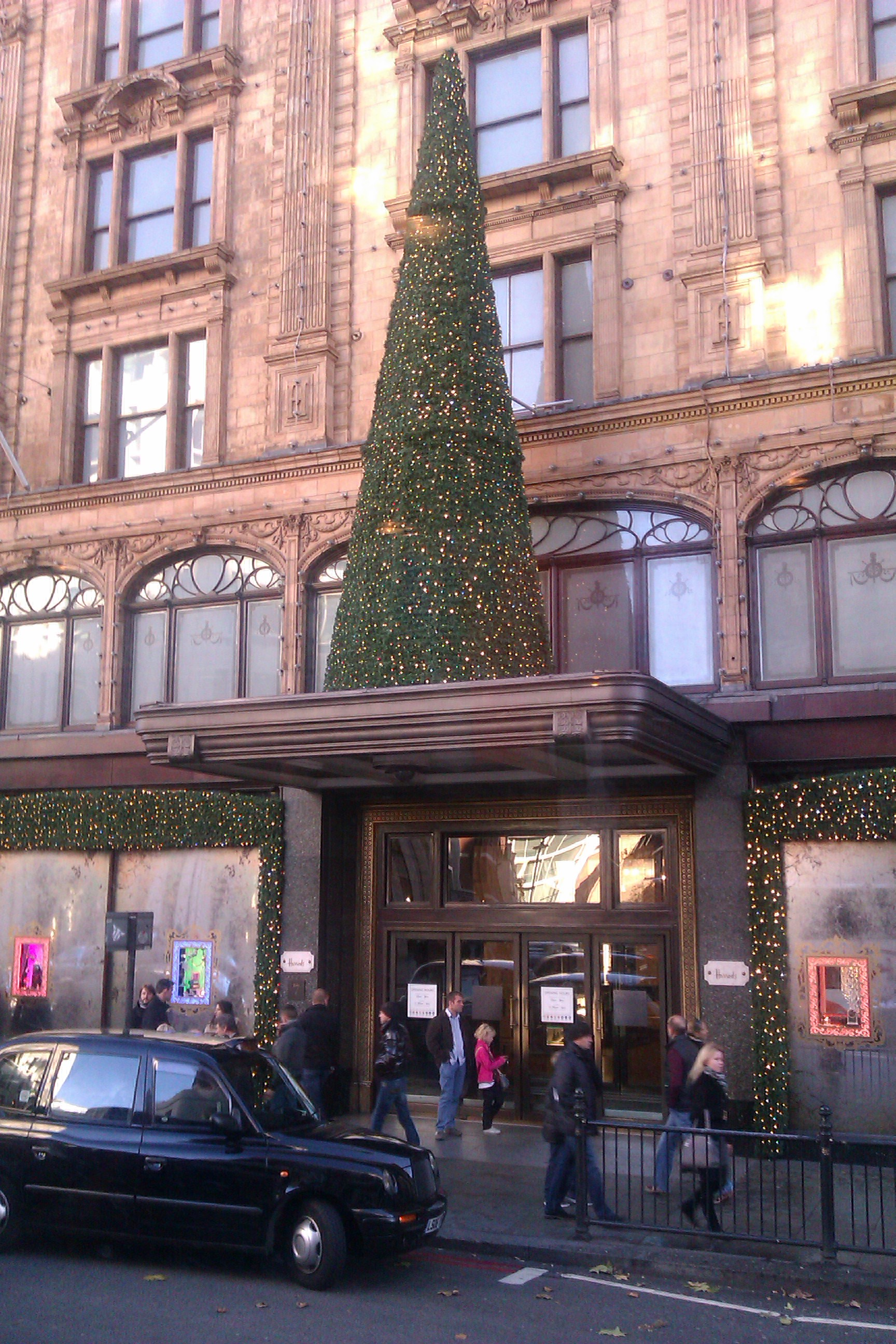
Harrods avant les fêtes de fin d'année en 2011.

- La galerie a une emprise au sol de 18 225 m2 pour une surface de vente de 92 000 m2 sur sept niveaux, ce qui en fait le plus grand « grand magasin » de Londres.
- Harrods emploie 3 500 salariés[2].
- Le quartier de Knightsbridge vaut à l'établissement le surnom de « Harrods of Knightsbridge ». La station de métro la plus proche du magasin est Knightsbridge sur la Piccadilly line.
- La devise de Harrods est « Omnia Ubique omnibus » (« Tout, partout, pour tous »)[5]. Certains de ses rayons parmi lesquels ceux de Noël, de restaurants (26 en 2016) et d'épicerie fine (le Food Hall) ont une réputation mondiale. Ce dernier est doté de murs aux céramiques colorées d'origine, avec des verrières Art nouveau et des plafonds rococo[5].
- Harrods est notamment le fournisseur officiel des uniformes destinés aux élèves des écoles les plus prestigieuses d'Angleterre : Alton Convent, Claires Court, Kew Green, Kings Court, Parkgate House, Ravenscourt Park, Mulberry House et Queenswood.
- La famille Al-Fayed prend en 1985 le contrôle de House of Fraser, la société qui détient alors Harrods (Londres), en rachetant les titres cotés sur la bourse de Londres pour 615 millions de livres sterling[6]. En 1994, le magasin est dissocié du groupe House of Frasers et les actions de ce dernier sont revendues sur le marché. Harrods Ltd, la société possédant et exploitant Harrods (Londres), est créée et devient la propriété exclusive de la famille Al-Fayed par le biais de la Harrods-Holding.
- Le 8 mai 2010, le groupe Harrods est vendu par Mohamed Al-Fayed à Qatar Holding, filiale du fonds souverain de l'État du Qatar, Qatar Investment Authority[7], par l'intermédiaire de la banque Lazard International[8] pour 1,5 milliard de livres[5].

### Histoire

#### Charles Henry et Charles Digby Harrod: les entrepreneurs
L'épopée de Charles Henry Harrod a commencé dans le East End, banlieue est de Londres, une zone pauvre, peu avant le règne de la reine Victoria. 
En 1834, il débute comme grossiste en épicerie spécialiste des thés sur Cable Street à Stepney. En 1849, afin de profiter du dynamisme de la future Great Exhibition prévue en 1851 à Hyde Park, il rachète le petit fonds de commerce de Philip Henry Burden, non loin de là, sur Brompton Road une route alors semi-rurale. 1849 sera l'année de naissance des établissements Harrod's, du nom du fondateur, une épicerie employant deux commis et un coursier. Au fur et à mesure du temps, la boutique s'étend sur celle des voisines et occupe finalement un îlot.
- 1861 - Charles Digby Harrod succède à son père Charles Henry[10],[5] et modifie le magasin.
- 1880 - Harrods emploie 200 salariés[9].

Le 6 décembre 1883, le feu réduit le magasin en cendres. Malgré cela, Charles Henry Harrod réussit à honorer toutes les commandes de fin d'année et, dès l'année suivante, à reconstruire un nouveau bâtiment. Il est plus joli, un peu plus grand que le précédent et est construit à la hâte en 1884 selon un plan d'Alfred Williams, un architecte ayant déjà travaillé pour le magasin.

#### La croissance de Harrod's Store Limited

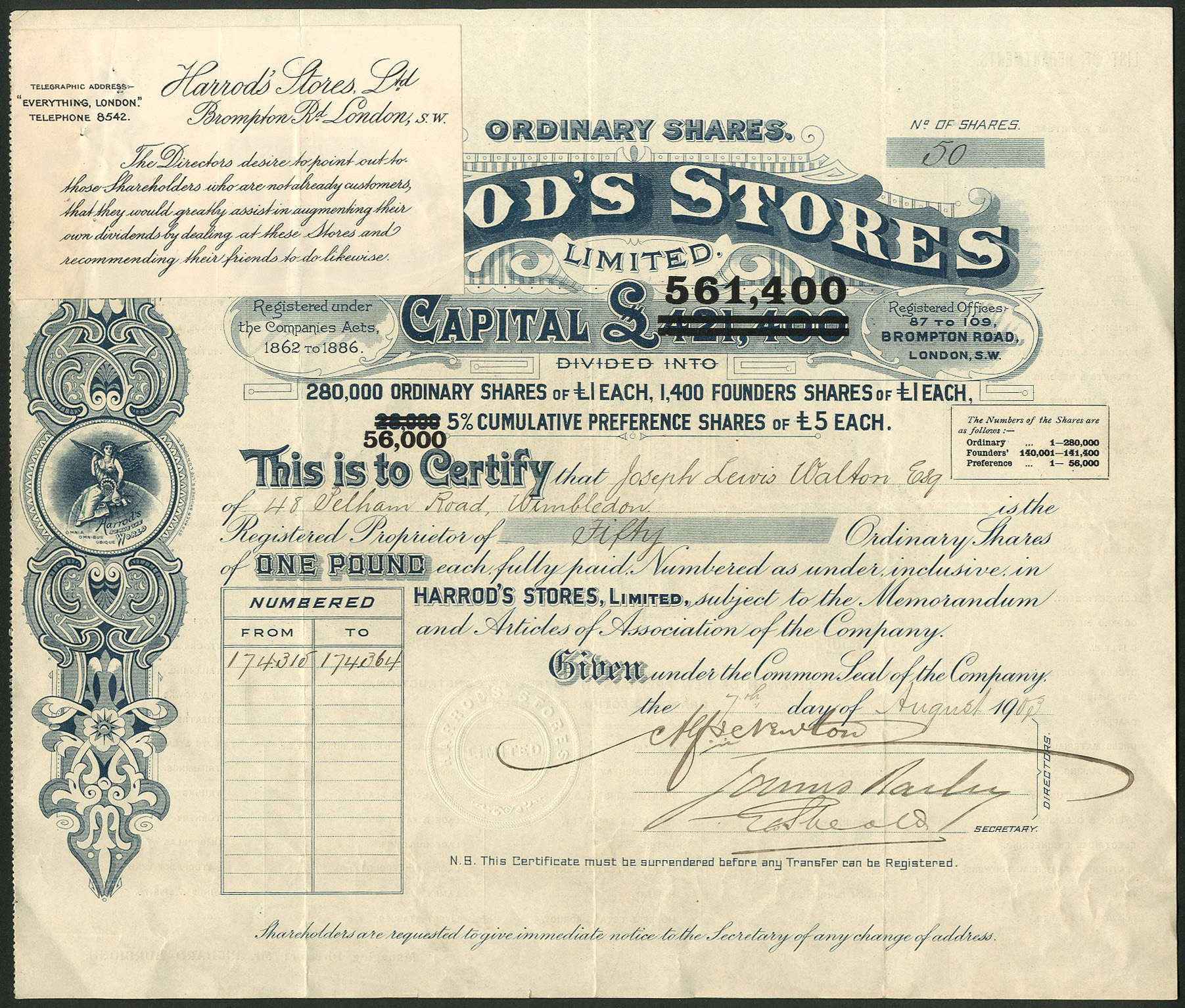
Action du Harrod's Stores Ltd. en date du 7 août 1903

La société Harrods est vendue en 1889 à Alfred James Newton, qui en devient le PDG, Charles Digby Harrod prenant sa retraite peu de temps après. Rapidement, il en change le statut juridique en public limited company et cède des actions sur le marché des titres de la Bourse de Londres sous le nom de « Harrod's Store Limited ».
- 1891 - Richard Burbidge en devient directeur général ; ce sera l'homme qui transformera Harrods en le grand magasin tel qu'il est aujourd'hui[11]. Il se lance dans une politique d'acquisition et de construction autour de l'existant. Le nombre de salariés est multiplié par dix entre 1889, lors de la cotation de Harrod's Store Limited, et 1902 pour atteindre 2 000 salariés.

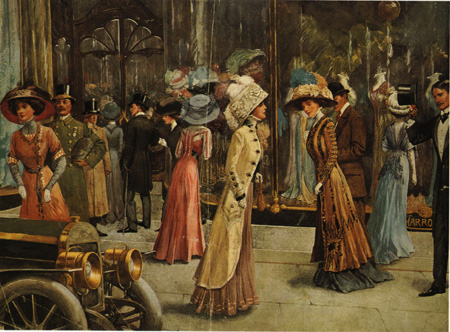
Entrée de Harrods of Knightsbridge en 1909

- 1892-1912 De lourds travaux de modifications et d'agrandissement sous la direction de l'architecte Charles William Stephens donneront au bâtiment pratiquement sa façade définitive[9] couleur terracotta, illuminée de nos jours par 12 000 ampoules[5]. En 1898, Richard Burbidge crée l'évènement en faisant installer un « plan roulant incliné » (Reno inclined Elevator)[12] dans le magasin[13], une première mondiale pour un commerce[11]. Cette invention brevetée par Jesse W. Reno en 1892, utilisée pour la première fois à New York comme attraction en 1896, sera complétée par d'autres brevets et donnera naissance à l'escalier roulant qui ne sera mis au point et commercialisé qu'à partir de 1899 par la société Otis. Les agrandissements successifs permettent de développer de nouvelles activités comme une agence bancaire et immobilière, un café, un restaurant et un coiffeur. Un « salon des pierres précieuses » est par ailleurs ouvert pour vendre la joaillerie[5]. Les quatre étages construits au-dessus du magasin permettent de louer de somptueux appartements[11].
- 1914 - Harrods ouvre son unique filiale étrangère en Amérique du Sud et cette dernière crée une société fille Harrods BA construisant et exploitant un magasin à Buenos Aires, Argentine. Les liens entre les deux sociétés se distendront rapidement, dès 1920, pour devenir insignifiants en 1963 (cf.infra).
- 1919, Harrods Store Ltd rachète le grand magasin Kendal de Manchester[14] dont il remplace l'enseigne par la sienne, mais devant le tollé de la clientèle l'ancienne est raccrochée dès l'année suivante.
- Années 1920, la surface de vente est agrandie en s'étendant sur le second et le troisième étage, prenant la place des luxueux appartements[15].
- 1921 - Harrod's store limited acquiert enfin les terrains sur lesquels le magasin de Brompton road est construit en les rachetant à la famille Goddard[9].
- 1928 - Harrod's store Ltd fusionne avec D H Evans, un grand magasin d'Oxford Street et prend la dénomination social de Harrods Ltd dont Woodman Burbidge, le fils de Richard Burbidge, prend la présidence (PDG). Cette nouvelle société exploite alors deux sites sur Londres[16].
- 1935 - au 1er janvier, la valeur de Harrod's store ltd rentre dans le calcul du tout nouvel indice boursier FT 30[17].
- Août 1949 - Le magasin William Henderson, 24 Church Street à Liverpool, devient filiale de Harrods Ltd[18].

#### Harrods, le joyau du groupe House of Fraser
Le 24 août 1959, la Scottish & Universal Investments Ltd, une société britannique filiale de House of Fraser présidée par Sir Hugh Fraser, exploitant plusieurs dizaines de magasins, prend le contrôle de Harrods Ltd après une bataille boursière contre la chaine de magasins Debenhams. Étant écossaise, cela suscite un certain émoi.
- En 1968, Harrods of Knightsbridge dirigé par Alfred Spence[22] affiche une santé florissante et a une réputation internationale établie[23].
- 22 août 1973 - Des engins explosifs, revendiqués par un courrier de l'IRA, sont découverts dans le magasin Harrods[24].
- 22 décembre 1974 - Une bombe explose dans le magasin Harrods et met le feu à une partie du troisième étage, ne faisant heureusement qu'un seul blessé[25].
- 7 décembre 1976 - Les dettes de jeux de Sir Hugh Fraser touchent ses affaires[26], le contraignant à vendre l'équivalent d'environ 2,4 millions de dollars de parts de la Scottish & Universal Investments Ltd la société mère de Harrod's Store Ltd[19].
- Années 1980, la surface de vente est de nouveau agrandie en étant étendue au quatrième étage[27].
- 17 décembre 1983 - Un attentat à la bombe dans une des rues longeant Harrods, perpétré par un activiste non autorisé[28] de l'IRA utilisant les bons codes de reconnaissance, tue six personnes[29].

#### La renaissance de Harrods avec la famille Al-Fayed

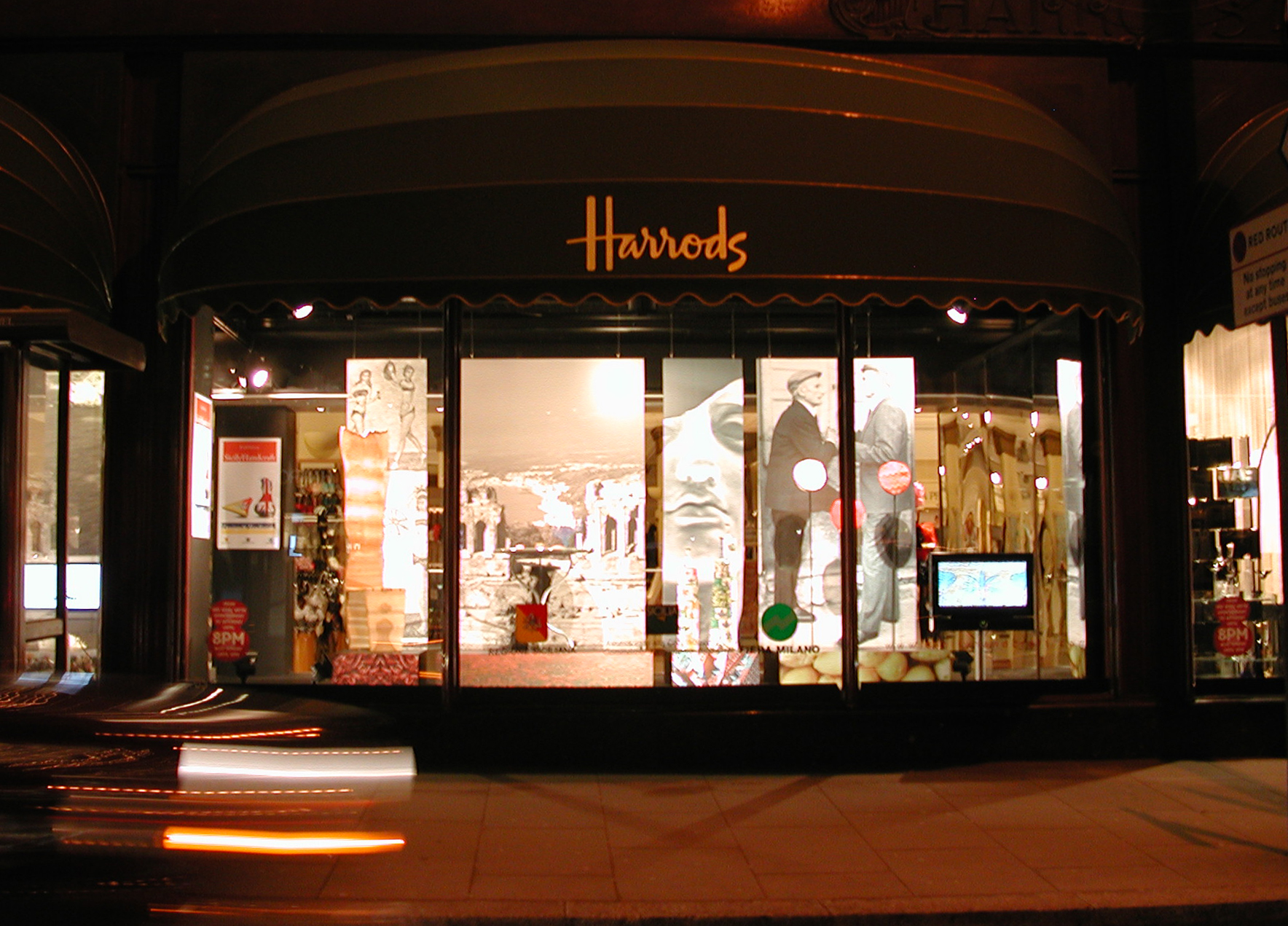
Vitrine de Harrods sur Brompton Road

- 1985 - les frères Al-Fayed déboursent 615 millions de livres sterling pour racheter House of Fraser, prenant le contrôle de la société mère de Harrods[30]. Depuis, la surface de vente a été encore agrandie incluant les anciennes zones du personnel et de stockage. Le hall est reconfiguré et un escalator de style égyptien est installé. Des bas-reliefs, des sphinges et des décors en marbre et en bronze donnent une touche kitsch au bâtiment[5].
- 1994 - Harrods of Knightsbridge est dissocié du groupe House of Fraser dont les titres sont revendus sur la bourse de Londres. Harrods Limited, la société exploitant et possédant le magasin nouvellement créée, devient la propriété de la famille Al-Fayed au travers de la Harrods-Holding et Mohamed Al-Fayed en devient le PDG (Chairman).

#### La prise de contrôle par Qatar Holdings
- 2010 - Le fonds d'investissement Qatar Holdings devient le nouveau propriétaire de Harrods[31],[7]. Un nouvel escalator de style Art nouveau est installé. Un « salon de parfum » est créé au 6e étage et le rayon chaussure revendique être le plus grand au monde[5].
- 2015 : Harrods réalise 1,5 milliard de livres de chiffre d'affaires[5].

### Liste des directeurs généraux successifs de Harrods of Knightsbridge
| Début        | Fin           | Nom             |
| ------------ | ------------- | --------------- |
| 1990         | 1994          | Peter Bolliger, |
| --           | --            |                 |
| mars 2001    | novembre 2001 | John Whitacre   |
|              |               | Marty Wirkstrom |
| janvier 2003 | février 2003  | Max Rigelman    |
| juin 2003    | janvier 2005  | Richard Simonin |
| mars 2006    | à ce jour     | Michael Ward    |

### Anecdotes et excentricités concernant Harrods

#### Harrods a marqué la vie de célébrités
En 1885, Harrods accorda un crédit à Oscar Wilde, faisant face à des difficultés financières. L'écrivain britannique A. A. Milne acheta en 1921 à Harrods l'ours en peluche, de marque J.K. Farnell, pour son fils qui inspira le personnage de Winnie l'ourson,. En 1939, la dépouille de Sigmund Freud a été embaumée par les soins des services funéraires de Harrods. Quant à Alfred Hitchcock, il se faisait livrer des harengs par le magasin alors qu'il résidait à Hollywood.

#### Harrods a été fournisseur officiel de la famille royale

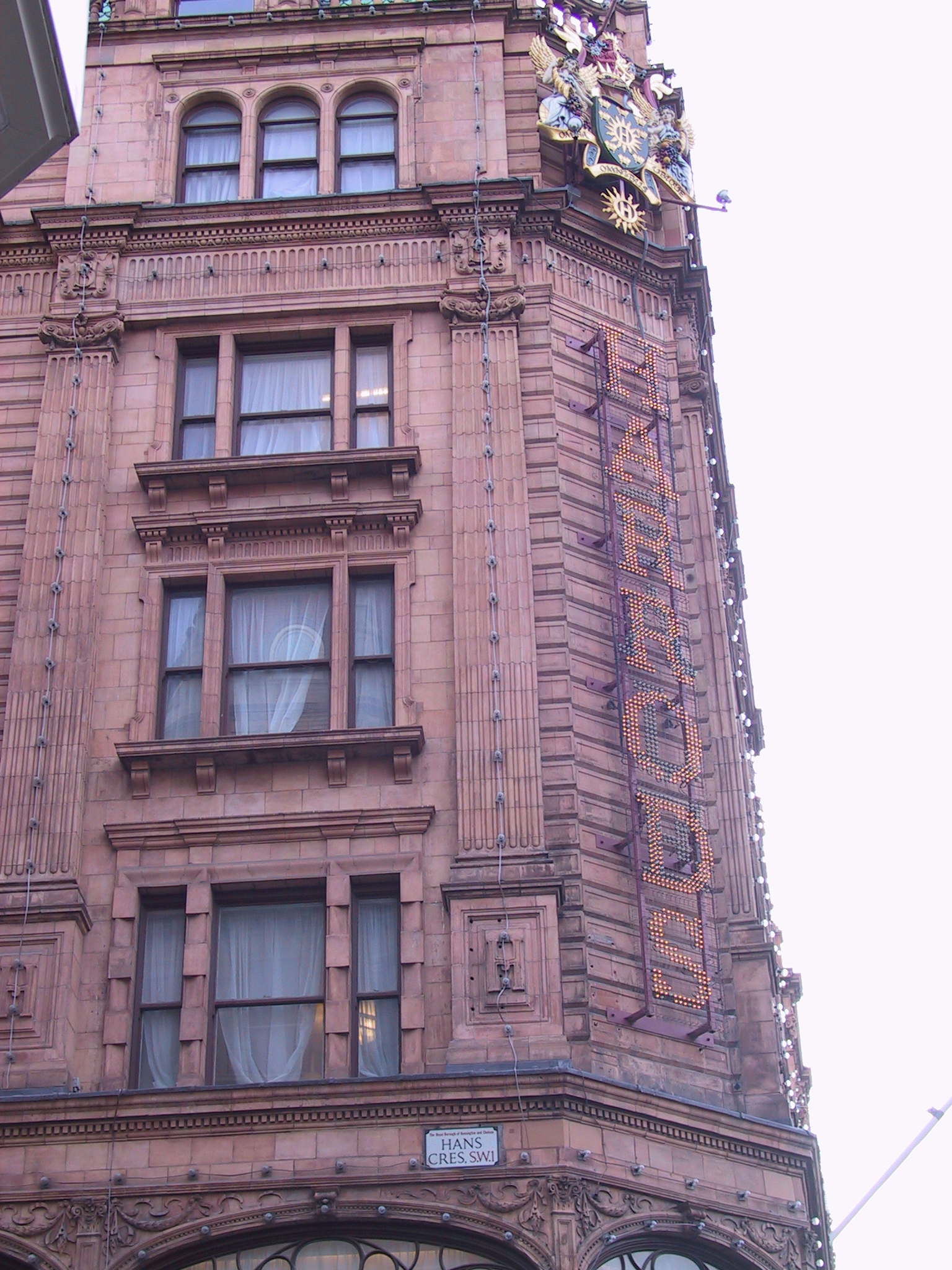
Harrods : Blason sans les signes royaux (Royal Warrant).

Le premier titre de « fournisseur royal » (à qui sont accordés des Royal Warrants), encore en vigueur en 2000, a été accordé en 1938 à Harrods par la reine mère pour sa porcelaine, verrerie et ses bibelots. Puis en 1955 par la nouvelle reine Élisabeth II pour son approvisionnement alimentaire et en biens ménagers. Un an plus tard suivant la tendance, le Duc d'Édimbourg lui accorde également le titre de « fournisseur officiel » pour ses vêtements. Plus tard, le Prince de Galles fera de Harrods son fournisseur de vêtement en 1980 et son sellier en 1985.
Le titre de fournisseur officiel (« Royal warrant holder ») remonte au Moyen Âge et a par exemple été accordé à Thomas Hewytt par Henry VIII. Pour obtenir ce titre, il faut être fournisseur d'un membre de la famille royale proche pendant au moins cinq ans. Il n'est pas accordé systématiquement et le produit ou service ne doit pas forcément être utilisé directement par un membre de la famille royale. Son attribution et son renouvellement tous les cinq ans sont à la discrétion du Lord Chamberlain. Ce titre permet l'utilisation des symboles royaux sur l'enseigne, les produits ou le courrier par exemple avec la mention « By appointement to ... ».
En janvier 2000, dans les remous faisant suite à la disparition, le 31 août 1997, de Lady Di en compagnie de Dodi Al-Fayed (fils du PDG de Harrods), éclate l'annonce du non-renouvellement du titre de fournisseur du duc d’Édimbourg pour la fin de l'année en cours (au 31 décembre 2000) sous prétexte de « déclin significatif dans la relation commerciale ». En effet, Mohamed Al-Fayed, le père de Dodi et PDG de Harrods, tente en vain de prouver l'implication du prince Philip dans la mort du couple. En décembre 2000, il rompt également tous liens commerciaux avec les autres membres de la famille royale. Il fait enlever toute trace, sur le blason accroché sur la façade du bâtiment, sur les véhicules et sur les enveloppes et papiers à lettre de Harrods des symboles et mentions relatifs à la famille royale. 

#### Un mémorial en souvenir de Lady Di et de Dodi Al-Fayed dans Harrods
En 1998, Mohamed Al-Fayed fait installer un mémorial de 2,40 mètres de haut abritant une sculpture en bronze formant un cadre surmonté d'un oiseau entourant les portraits de son fils et de Lady Di en dessous desquels coule une petite cascade. Devant le tollé suscité par l'annonce de son projet d'installer définitivement un grand mémorial dans le magasin en concurrence avec la fontaine officielle de Hyde Park, il conserve l'installation en l'état, gardant son projet pour plus tard. Il le mènera à bien en 2005 avec des statues, portant le nom de « Innocentes victimes » et dessinées par Bill Mitchell, un ami de la famille, évoquant les vacances du couple sur la mer Méditerranée. Le couple se tient par la main et se regarde dans les yeux libérant un albatros qui déploie ses ailes au-dessus d'eux. Les statues ont été coulées dans le bronze à la fonderie Bronze Age dans l'est de Londres. Une pyramide contient un verre marqué du rouge à lèvres de la princesse et un anneau que lui avait offert Dodi.

#### Harrods n'est plus Harrod's
En 1928, lors de sa fusion avec DH Evan, Harrod's store lmd a changé de dénomination sociale pour devenir « Harrods Lmd » perdant au passage son apostrophe. En 2006, des défenseurs de la langue anglaise dont John Richards, président de l'association Apostrophe Protection Society, se sont élevés contre cette pratique simplificatrice dans les noms commerciaux. D'autres sociétés comme Selfridges, Barclays et Currys ont procédé de même.

#### Services inhabituels offerts par Harrods
En 1968, Harrods était déjà réputé pour sa capacité à satisfaire les moindres désirs de ses clients ; comme le choix de deux cents fromages, un piano de la marque française Érard, un bébé éléphant, des têtes de choux ou toutes sortes de services comme trouver un joueur de cornemuse ou organiser une réception de mille invités par exemple. Par ailleurs, le magasin disposait d'un service export capable d'envoyer aux quatre coins de la planète des produits comme des groseilles en Arabie saoudite ou des fleurs pour un mariage au Nigeria.
En 2007, Harrods propose de fournir, en quantité limitée et seulement pour les clients habitant le centre de Londres, des fruits et des légumes poussant sur son toit. L'activité du potager est visible à partir d'une webcam.
Le rayon animalier du magasin est fermé au début de l’année 2014. Il permettait notamment d'acheter ou de commander des espèces exotiques (singes, zèbres, éléphants, alligators, etc.).

### Concurrents
Les principaux concurrents de Harrods au niveau mondial sont actuellement les maisons Fortnum & Mason et Harvey Nichols à Londres ainsi que la maison Fauchon à Paris.

## Harrods de Buenos Aires: Harrods BA
Harrods BA est, en 2006, une société détenue à 51 % par CBC-Interconfinanz (société italo-suisse représenté par Atilio Gibertoni). La société Besknet est l'autre actionnaire majeur de l'entreprise. Elle possède et exploitait un magasin à Buenos Aires (Argentine) qui a fermé ses portes en 1998 et est détentrice de la marque Harrods pour l'Amérique du Sud. La façade du magasin donnant sur la rue Florida a été classée comme patrimoine de la ville de Buenos Aires et à ce titre est protégée.

### 1914-1998 création, vie et fin de l'activité avec la crise économique d'Argentine

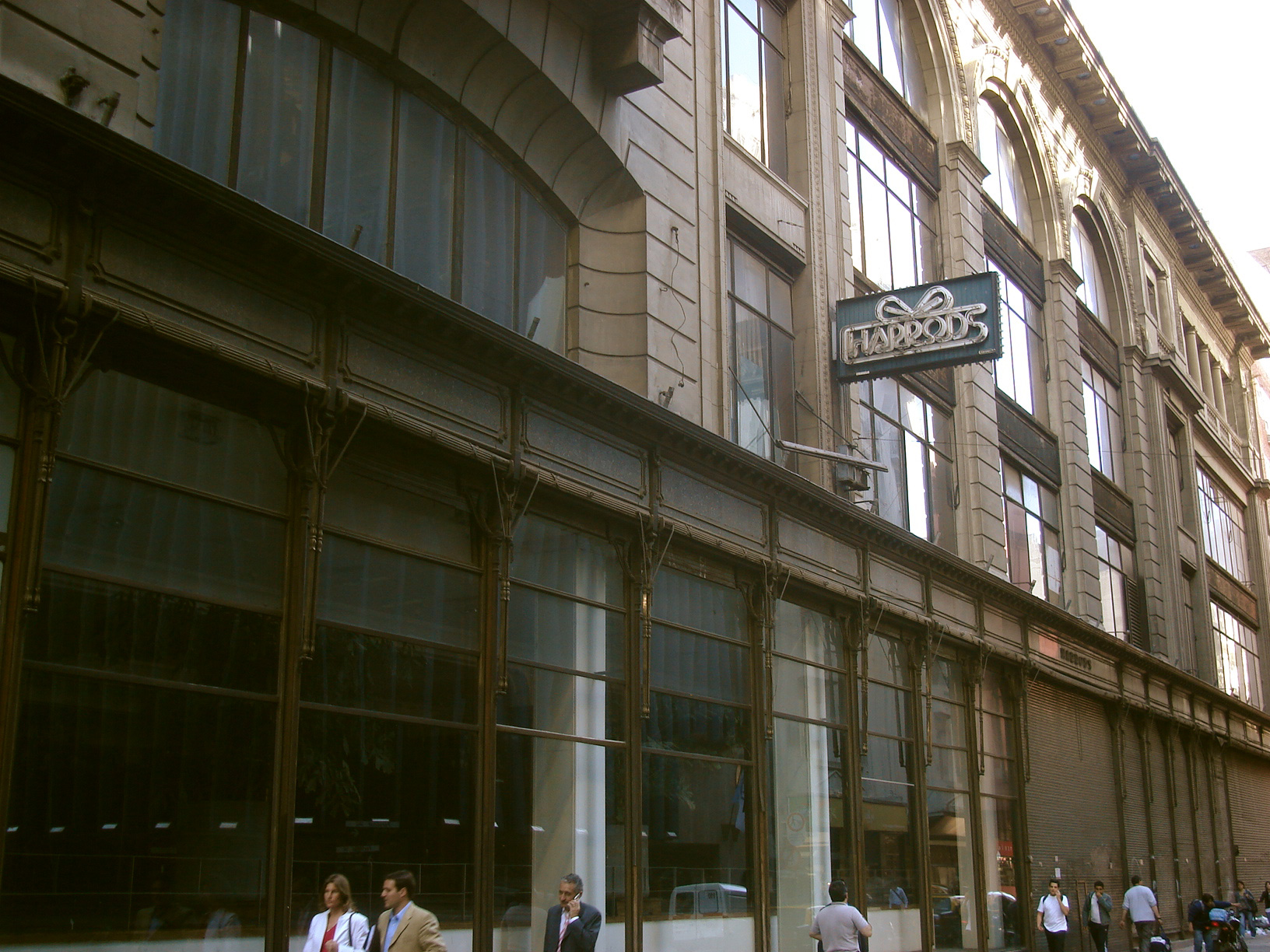
Façade du magasin vide de Buenos Aires en octobre 2006

Harrods of Knightsbridge est impliquée dans la création de Harrods BA, puis rapidement leurs liens se distendent pour finalement devenir inexistant, la nouvelle société évoluant alors en toute autonomie. En effet, Harrods store limited crée en 1912 une filiale de Harrods South America Limited qui elle-même crée une société Harrods BA en 1913. C'est cette dernière qui en 1914 inaugure un magasin portant l'enseigne Harrods à Buenos Aires, sur la rue Florida alors que l'économie est florissante et que l'Argentine est l'un des pays les plus riches du monde. L'architecture du bâtiment tout neuf est inspirée du magasin de Londres, la taille étant toutefois plus modeste : la surface de vente fait environ 47 000 m2 (contre 92 000 m2). Au début des années 1920, les liens unissant les deux sociétés Harrods se distendent marqués par la fusion en 1922 de Harrods BA avec l'autre grand magasin de Buenos Aires Gath & Chavez (fondé en 1883) portant la surface de vente à 60 000 m2, et disparaissent pratiquement en 1963. Bien qu'indépendantes l'une de l'autre, les deux sociétés Harrods conservent la même enseigne. En 1977, Harrods BA est rachetée par les groupes Pérez Companc et Tornquist qui deux ans plus tard, en 1979 se désengagent au profit des sociétés suisses Ladenimor S.A. pour 49 % et de Intercomfinanz S.A. pour 51 % cette dernière étant représenté Monsieur Alberto Gibertoni qui est également le directeur à l'époque du magasin. Durant les années 1990, le directeur de Harrods BA, Monsieur Guillermo Díaz, recherche en vain de nouveaux actionnaires.
Harrods of Knightsbridge conteste à tort l'utilisation de la marque Harrods au magasin de Buenos Aires qui néanmoins ferme ses portes touché par la crise économique argentine. En effet, en 1995, Harrods of Knightsbridge cherchant l'exclusivité de la marque, sa proposition de rachat ayant été écartée au début des années 1990, entraîne Harrods BA sur un terrain judiciaire auprès d'un tribunal britannique. La Cour et la cour d'appel en 1998 confirment la légitimité de la société Harrods BA à utiliser la marque en Amérique du Sud sachant qu'elle avait pris soin de l'enregistrer à son nom, de longue date, en Argentine et dans des pays voisins (cf. infra Harrods une marque convoitée). Affaiblie par la crise économique hyper-inflationniste de 1989, elle ne résiste pas à la crise économique argentine récessionniste de 1998, dans le sillage de la crise mexicaine de 1995. Elle réduit progressivement sa surface de vente pour finir lors de sa fermeture en 1998 avec un seul niveau exploité sur les sept que compte le bâtiment. Les derniers revenus (30 000 $/an) générés par la société sont ceux liés à l'exploitation d'un parking d'une capacité de 600 places et occupant un ancien hall de vente du magasin.

### Depuis 1999, Harrods BA se bat pour exister
CBC-Interconfinanz, actionnaire de Harrods BA possédant l'immobilier et la marque, ne réussit pas à vendre, trouve un associé et repart de l'avant. En effet, depuis 1998, le groupe actionnaire de Harrods BA tente diverses stratégies pour se désengager à son tour, la vente en bloc et par appartements de l'immobilier échoue alors que le pays s'enfonce davantage dans la crise. En décembre 2001, le gouvernement argentin interdit tout retrait de dépôt bancaire afin d'éviter une fuite massive des capitaux hors du pays, figeant au passage les liquidités des investisseurs étrangers. Le groupe de conseil Ernst & Young imagine alors pour Harrods BA un moyen pour se recapitaliser qu'il espère étendre à d'autres sociétés argentines. Chaque associé souhaitant faire partie du projet peut apporter ses liquidités « piégées » dans le système bancaire et recevoir en échange une quote-part des actions de Harrods BA qui continue d'être dirigé par CBC-Interconfinanz. Ce sera la société italienne Besknet qui prendra part dans le capital. La restauration du rez-de-chaussée du magasin, sur la rue Florida, commence en mars 2003 et la gérance de la société Harrods BA est confiée à la Compañía de Negocios Comerciales (CNC) un exploitant argentin de centres commerciaux. Parallèlement, la société Harrods BA tente de rebondir en exploitant la marque Harrods au travers d'une soixantaine de noms de domaine internet, qu'elle perd en 2002 à la suite d'un procès au bénéfice de Harrods of Knightsbridge (cf. infra Harrods une marque convoitée).
Le signal donné par l'exposition organisée dans le magasin de la rue Florida est suivi de plusieurs projets se heurtant à chaque fois à un manque de financement, le magasin restant porte close. En effet, la réouverture de Harrods déclarée comme intérêt culturel par la chambre des députés de la nation (argentine) donna lieu à une exposition de créateur de mode et de décoration d'octobre 2003 à janvier 2004 dans le rez-de-chaussée du magasin nouvellement restauré. Le succès de l'exposition incite probablement à modifier le plan initial du projet qui consistait à créer un centre commercial sur les 6 500 m2 du rez-de-chaussée. Désormais, il s'agit de restaurer la totalité des six niveaux du bâtiment, des investisseurs sont recherchés et l'ouverture est reportée à 2004, l'année suivante. Seulement en mars 2004, aucun investisseur n'est trouvé repoussant la date prévisible d'ouverture et en juin 2004, Harrods BA n'est plus en mesure de payer ses fournisseurs. La vente aux enchères de ses locaux est évitée de justesse grâce à l'intervention de Lucas Figueras représentant de Besknet qui a payé les sommes dues. Alors que l'économie argentine a repris le chemin de la croissance en 2005 et en 2006, Harrods BA est toujours fermée, mais ses actionnaires comptent plus que jamais rouvrir les portes de ce magasin.

## La marque Harrods

### Le développement de la marque par la famille Al-Fayed
Le magasin londonien a donné son nom à un groupe et des sociétés exerçant dans les domaines les plus divers et appartenant à la famille Al-Fayed. En dehors du commerce, le groupe Harrods (Harrods Holding) est impliqué dans d'autres activités : Harrods Bank (banque), Harrods Estates (immobilier), Harrods Casino (jeux), Harrods Aviation et Air Harrods (transport aérien).
Le nom sert de marque à des produits vendus dans des centres commerciaux asiatiques, des boutiques d'aéroports et même sur des bateaux. En effet, Harrods a des espaces de vente dans le centre commercial Takashimaya (Ngeeanncity) de Singapour, dans les magasins Mitsukoshi à travers tout le Japon et dans le grand magasin Seibu de Hong Kong (Chine). De plus, une sélection de produits Harrods est disponible dans de nombreux aéroports partant de Londres à Heathrow et Gatwick (Londres, Grande-Bretagne), en passant par d'autres d'Europe continentale (Francfort, Hambourg, Lisbonne, Vienne), d'Amérique du Nord (Toronto) et d'Asie (Kuala Lumpur). Enfin, Harrods est présent sur les bateaux de croisière comme sur le Queen Elizabeth 2 et le Queen Mary 2, pour ne reprendre que les plus prestigieux.

### Une marque convoitée
Au début des années 1990, Harrods of Knigthbridge échoue pour récupérer les droits dans les pays d'Amérique du Sud pour la marque Harrods qui reste la propriété de Harrods BA. En effet, elle tente de négocier avec Harrods BA la marque lui offrant jusqu'à 10 millions de dollars, mais aucun accord n'est trouvé. Plus tard, en 1995, elle tente de poursuivre le second en justice, se basant sur les engagements contractuels existants mais n'est ni suivie par la Haute Cour de Justice Britannique, qui casse certains termes du contrat, ni en 1998 par la cour d'appel qui reconnaît un droit contractuel implicite à utiliser la marque en Amérique du Sud. Toutefois, la zone d'utilisation autour de l'Argentine n'a pas précisément été définie, le plaignant arrêtant là la procédure en cours, sachant que Harrods BA a de longue date enregistré la marque en Argentine, au Brésil, Paraguay, Venezuela et dans d'autres pays d'Amérique du Sud.
Entre 2001 et 2002, Harrods of Knightsbridge gagne toute une série d'arbitrages réalisés par l'OMPI et un procès aux États-Unis d'Amérique pour récupérer de nombreux noms de domaine internet utilisant la marque Harrods. En effet, la marque était rentrée dans la composition des noms de domaine utilisés par des sociétés commerciales. L'OMPI, par le biais d'arbitrage, a reconnu une utilisation illégitime et de mauvaise foi de ces noms et en a décidé le transfert à Harrods Lmd (Harrods of Knightsbridge), ce qui a été le cas par exemple pour harrodswatch.com, harrodsjewelry.com, harrodscloset.com, harrodsclubcasino.com ou harrodssportsbook.com. De plus, en 2002, un verdict de la Cour d'appel des États-Unis pour le quatrième circuit permet à Harrods Lmd de reprendre la main sur soixante noms de domaine déposés par Harrods BA.